# Llardecans
Llardecans és una vila i municipi de la comarca del Segrià. Actualment a l'alcaldia hi és Francesc Xavier Mor Farré.
Població situada a la zona sud-est de la comarca, és a dir, a la plataforma garriguenca, la qual cosa fa que el conreu sigui de secà. En són els principals exponents l'oli i les ametlles.

## Geografia
- Llista de topònims de Llardecans (Orografia: muntanyes, serres, collades, indrets..; hidrografia: rius, fonts...; edificis: cases, masies, esglésies, etc).

## Demografia
| 1497 f | 1515 f | 1553 f | 1717 | 1787 | 1857  | 1877  | 1887  | 1900  | 1910  |
| ------ | ------ | ------ | ---- | ---- | ----- | ----- | ----- | ----- | ----- |
| 35     | 32     | 36     | 123  | 242  | 1.176 | 1.529 | 1.328 | 1.351 | 1.488 |

| 1920  | 1930  | 1940  | 1950  | 1960 | 1970 | 1981 | 1990 | 1992 | 1994 |
| ----- | ----- | ----- | ----- | ---- | ---- | ---- | ---- | ---- | ---- |
| 1.386 | 1.230 | 1.094 | 1.050 | 919  | 843  | 722  | 690  | 669  | 669  |

| 1996 | 1998 | 2000 | 2002 | 2004 | 2006 | 2008 | 2010 | 2012 | 2014 |
| ---- | ---- | ---- | ---- | ---- | ---- | ---- | ---- | ---- | ---- |
| 650  | 639  | 625  | 614  | 583  | 562  | 545  | 521  | 505  | 497  |

| 2016 | 2018 | 2020 | 2022 | 2024 | 2026 | 2028 | 2030 | 2032 | 2034 |
| ---- | ---- | ---- | ---- | ---- | ---- | ---- | ---- | ---- | ---- |
| 476  | 460  | 444  | 421  | 428  | -    | -    | -    | -    | -    |

## Llocs d'interès
- Despoblat d'Adar. Té vestigis d'una fortalesa àrab i un gran arc apuntat[2] d'un edifici posterior que no es conserva.
- Església parroquial de l'Assumpció. Edifici situat al nucli antic del poble; n'és potser el més important. Bastit al segle xviii amb façana barroca i porta molt ornamentada, campanar de torre i interior neoclàssic. Conserva un notable altar major barroc dedicat a l'Assumpció de Maria.
- Vila Closa. Antics casals de pedra fets en l'època de prosperitat (segle xviii).
- Capella de la Mare de Déu de Loreto. Segle XVIII, conserva uns bons retaules.
- Farmàcia Ca l'Apotecari (Farmàcia Tomàs Piñol). És la farmàcia més antiga de Catalunya, després de la Llívia (data del 1846). L'edifici actualment és de propietat particular.[3]
- Castell de Llardecans

## Festes locals
- Festes locals: 15 d'agost i 10 de desembre.